# Скурас, Платон
Пла́тон Алекса́ндр Ску́рас (англ. Plato Alexander Skouras; 7 марта 1930, Рай, Нью-Йорк, США — 4 июля 2004, Бринкли, Арканзас, США) — американский независимый кинопродюсер. Сын киномагната Спироса Скураса, президента кинокомпании 20th Century Fox.

## Биография
В 1952 году окончил Йельский колледж Йельского университета со степенью бакалавра искусств в области драмы.
Работал в кинотетарх своей семьи в Нью-Йоркской агломерации, позднее инвестировал в кинопроизводство.
Переехав в Голливуд (Калифорния), работал помощником продюсера на студии 20th Century Fox. Впоследствии вместе со своими братьями создал независимую кинокомпанию, выпустившую несколько кино- и документальных фильмов, в том числе антикоммунистический документальный фильм «Мы вас похороним».
Владел страховой компанией L.A..
В 1974 году вместе с супругой переехал в её родной город Бринкли, где пара занялась ресторанным бизнесом.
После переезда в Арканзас продал права на несколько своих сценариев, а также работал над биографией своего отца, который заставил всех актёров 20th Century Fox давать показания на слушаниях Комиссии по расследованию антиамериканской деятельности.
Умер от сердечного приступа.

## Личная жизнь
В браке с Барбарой Скурас имел четырёх сыновей.

## Фильмография
- 1957 — «Воин племени апачей[англ.]»
- 1957 — «Под огнём[англ.]»
- 1958 — «Барон Сьерра[англ.]»
- 1958 — «Вилья!![англ.]»
- 1961 — «Франциск Ассизский[англ.]»